# Liste der Bodendenkmäler in Oer-Erkenschwick
Die Liste der Bodendenkmäler in Oer-Erkenschwick enthält die denkmalgeschützten unterirdischen baulichen Anlagen, Reste oberirdischer baulicher Anlagen, Zeugnisse tierischen und pflanzlichen Lebens und paläontologischen Reste auf dem Gebiet der Stadt Oer-Erkenschwick im Kreis Recklinghausen in Nordrhein-Westfalen (Stand: September 2020). Diese Bodendenkmäler sind in Teil B der Denkmalliste der Stadt Oer-Erkenschwick eingetragen; Grundlage für die Aufnahme ist das Denkmalschutzgesetz Nordrhein-Westfalen (DSchG NRW).
| Bild                     | Bezeichnung                                    | Lage  | Beschreibung | Bauzeit | Eingetragen seit | Denkmal- nummer |
| ------------------------ | ---------------------------------------------- | ----- | --- | ------- | ---------------- | --------------- |
|                          | Erdburg Oer                                    |       | |         |                  | 1               |
| Grabhügel Mkz. 4309,48   | Grabhügel Mkz. 4309,48                         | Karte | |         |                  | 2               |
|                          | Grabhügelgruppe (3 Grabhügel) Mkz. 4309,40 a-c |       | |         |                  | 3               |
| Grabhügel Mkz. 4309,40 d | Grabhügel Mkz. 4309,40 d                       |       | |         |                  | 4               |
| Grabhügel Mkz. 4309,16   | Grabhügel Mkz. 4309,16                         | Karte | |         |                  | 5               |
| Römerbrunnen             | Römerbrunnen                                   | Karte | Mittelalterlicher Baumstammbrunnen aus der Karolingerzeit - errichtet um 850 n. Chr. Brunnenverschalung aus einem ausgehälten Eichenstamm. Tiefe c.a 1,8 m, darunter Kranz aus Felssteinen. Brunnendurchmesser ca. 1 m. | um 850  |                  | 6               |
|                          | „Alter Friedhof Oer“                           |       | |         |                  | 7               |
| Stimberg                 | Stimberg                                       | Karte | fossilreiche marinen Halterner Sande (Santon/Campan, Ober-Kreide) |         |                  | 8               |